# Trichogramma jezoense
Trichogramma jezoense is een vliesvleugelig insect uit de familie Trichogrammatidae. De wetenschappelijke naam is voor het eerst geldig gepubliceerd in 1941 door Ishii.